# Westerville
Westerville è un comune degli Stati Uniti, nelle contee di Delaware e di Franklin, nello Stato dell'Ohio.
Nel 2010 contava 36.120 residenti.